# A magyar labdarúgó-válogatott mérkőzései 2022-ben
Ez a magyar labdarúgó-válogatott 2022-es mérkőzéseiről szóló cikk. A négy felkészülési összecsapáson kívül a válogatott a 2022–2023-as UEFA Nemzetek Ligájának A ligájában, a 3. csoportban szerepelt és játszott hat csoportmérkőzést. A Nemzetek Ligájában a válogatott 10 pontot szerezve a második helyen végzett, Angliát kétszer legyőzték, a németek ellen pedig 4 pontot szereztek. Az eredménynek köszönhetően a 2024-es Eb-selejtező sorsolásán az 1. kalapba került a válogatott, amire korábban sosem volt példa. Ebben az évben is a 2018-ban kinevezett Marco Rossi volt a szövetségi kapitány. Az év mérlege: 5 győzelem, 2 döntetlen, 3 vereség. Az év utolsó mérkőzésén, november 20-án Görögország ellen Dzsudzsák Balázs 109. alkalommal lépett pályára a válogatottban, amivel egyedüli rekorder lett a válogatottságok számában.

## Eredmények
Győzelem
      Döntetlen
      Vereség
Az időpontok magyar idő szerint, zárójelben helyi idő szerint értendők.
967. mérkőzés – felkészülési mérkőzés
| 2022. március 24. 19:30 |

| Magyarország           | 0–1                         | Szerbia              |
| ---------------------- | --------------------------- | -------------------- |
| Schäfer 66' Gazdag 87' | (0–1) Jegyzőkönyv Részletek | Nagy Zs. 35' (öngól) |

| Puskás Aréna, Budapest Nézőszám: 30 000 Játékvezető: Filip Glova (szlovák) |

968. mérkőzés – felkészülési mérkőzés
| 2022. március 29. 20:45 (19:45 UTC+1) |

| Észak-Írország                       | 0–1                         | Magyarország                                     |
| ------------------------------------ | --------------------------- | ------------------------------------------------ |
| Cathcart 27' S. Davis 58' Dallas 85' | (0–0) Jegyzőkönyv Részletek | Sallai R. 56' Lang 74' Sallai R. 83' Nagy Á. 85' |

| Windsor Park, Belfast Nézőszám: 18 000 Játékvezető: Rob Harvey (ír) |

969. mérkőzés – 2022–2023-as UEFA Nemzetek Ligája
| 2022. június 4. 18:00 |

| Magyarország                                      | 1–0                         | Anglia                              |
| ------------------------------------------------- | --------------------------- | ----------------------------------- |
| Szoboszlai 66' (11-esből) Schäfer 21' Gulácsi 90' | (0–0) Jegyzőkönyv Részletek | Coady 51' Maguire 90+4' James 90+4' |

| Puskás Aréna, Budapest Nézőszám: 30 000 (zárt kapuk mögött) Játékvezető: Artur Soares Dias (portugál) |

970. mérkőzés – 2022–2023-as UEFA Nemzetek Ligája
| 2022. június 7. 20:45 |

| Olaszország                                            | 2–1                         | Magyarország                    |
| ------------------------------------------------------ | --------------------------- | ------------------------------- |
| Barella 30' Pellegrini 45' Barella 64' Cristante 90+4' | (2–0) Jegyzőkönyv Részletek | Mancini 61' (öngól) Schäfer 71' |

| Dino Manuzzi Stadion, Cesena Játékvezető: Sandro Schärer (svájci) |

971. mérkőzés – 2022–2023-as UEFA Nemzetek Ligája
| 2022. június 11. 20:45 |

| Magyarország                                | 1–1                         | Németország                  |
| ------------------------------------------- | --------------------------- | ---------------------------- |
| Nagy Zs. 6' Sallai 20' Gulácsi 86' Ádám 90' | (1–1) Jegyzőkönyv Részletek | Hofmann 9' Schlotterbeck 36' |

| Puskás Aréna, Budapest Játékvezető: José María Sánchez Martínez (spanyol) |

972. mérkőzés – 2022–2023-as UEFA Nemzetek Ligája
| 2022. június 14. 20:45 (19:45 UTC+1) |

| Anglia                     | 0–4                         | Magyarország                                                  |
| -------------------------- | --------------------------- | ------------------------------------------------------------- |
| Stones 37′, 82′ Walker 85' | (0–1) Jegyzőkönyv Részletek | Sallai 16' 70' Nagy Zs. 80' Gazdag 89' Bolla 89' Nagy Zs. 89' |

| Molineux Stadion, Wolverhampton Játékvezető: Clément Turpin (francia) |

973. mérkőzés – 2022–2023-as UEFA Nemzetek Ligája
| 2022. szeptember 23. 20:45 |

| Németország             | 0–1                         | Magyarország                |
| ----------------------- | --------------------------- | --------------------------- |
| Kimmich 25' Rüdiger 90' | (0–1) Jegyzőkönyv Részletek | Szalai Á. 17' Szalai Á. 41' |

| Red Bull Arena, Lipcse Nézőszám: 39 513 Játékvezető: Slavko Vinčić (szlovén) |

974. mérkőzés – 2022–2023-as UEFA Nemzetek Ligája
| 2022. szeptember 26. 20:45 |

| Magyarország              | 0–2                         | Olaszország                          |
| ------------------------- | --------------------------- | ------------------------------------ |
| Szalai Á. 45+1' Fiola 87' | (0–1) Jegyzőkönyv Részletek | Raspadori 27' Dimarco 51' Acerbi 34' |

| Puskás Aréna, Budapest Nézőszám: 57 300 Játékvezető: Benoît Bastien (francia) |

975. mérkőzés – felkészülési mérkőzés
| 2022. november 17. 20:00 |

| Luxemburg                                         | 2–2                         | Magyarország                                                  |
| ------------------------------------------------- | --------------------------- | ------------------------------------------------------------- |
| G. Rodrigues 7' (11-esből) Curci 77' Barreiro 24' | (1–1) Jegyzőkönyv Részletek | Szalai A. 25' Németh A. 67' Dibusz 6' Nagy Zs. 33' Styles 85' |

| Stade de Luxembourg, Luxembourg Nézőszám: 3571 Játékvezető: Jonathan Lardot (belga) |

976. mérkőzés – felkészülési mérkőzés
| 2022. november 20. 20:15 |

| Magyarország                                   | 2–1                         | Görögország                |
| ---------------------------------------------- | --------------------------- | -------------------------- |
| Sallai 15' Kalmár 90+3' Botka 64' Kalmár 90+4' | (1–0) Jegyzőkönyv Részletek | Bakaszétasz 81' (11-esből) |

| Puskás Aréna, Budapest Nézőszám: 50 983 Játékvezető: Daniele Chiffi (olasz) |

| Előző év: 2021 | A magyar labdarúgó-válogatott mérkőzései 2022 | Következő év: 2023 |

## Statisztikák

### Gólok és figyelmeztetések
A magyar válogatott játékosainak góljai és figyelmeztetései a 2022-es évben.
Csak azokat a játékosokat tüntettük fel a táblázatban, akik legalább egy gólt szereztek, vagy figyelmeztetést kaptak.
Az UEFA Nemzetek Ligája sorozatban a 2. sárga lap automatikusan egy mérkőzéses eltiltást von maga után.
A játékosok vezetéknevének abc-sorrendjében.
| Mérkőzés   | Mérkőzés | Mérkőzés | Mérkőzés | Mérkőzés | Mérkőzés | HUN–SRB 0–1  | NIR–HUN 0–1     | HUN–ENG 1–0 | ITA–HUN 2–1 | HUN–GER 1–1 | ENG–HUN 0–4     | GER–HUN 0–1     | HUN–ITA 0–2 | LUX–HUN 2–2  | HUN–GRE 2–1     |
| Mérkőzés   | Mérkőzés | Mérkőzés | Mérkőzés | Mérkőzés | Mérkőzés | felkészülési | felkészülési    | NL          | NL          | NL          | NL              | NL              | NL          | felkészülési | felkészülési    |
| Játékos    | Gól      |          |          |          | KM       | 03. 24.      | 03. 29.         | 06. 04.     | 06. 07.     | 06. 11.     | 06. 14.         | 09. 23.         | 09. 26.     | 11. 17.      | 11. 20.         |
| ---------- | -------- | -------- | -------- | -------- | -------- | ------------ | --------------- | ----------- | ----------- | ----------- | --------------- | --------------- | ----------- | ------------ | --------------- |
| Ádám       | 0        | 1        | 0        | 0        | 0        |              |                 |             |             | Sárga lap   |                 |                 |             |              |                 |
| Bolla      | 0        | 1        | 0        | 0        | 0        |              |                 |             |             |             | Sárga lap       |                 |             |              |                 |
| Botka      | 0        | 1        | 0        | 0        | 0        |              |                 |             |             |             |                 |                 |             |              | Sárga lap       |
| Dibusz     | 0        | 1        | 0        | 0        | 0        |              |                 |             |             |             |                 |                 |             | Sárga lap    |                 |
| Fiola      | 0        | 1        | 0        | 0        | 0        |              |                 |             |             |             |                 |                 | Sárga lap   |              |                 |
| Gazdag     | 1        | 1        | 0        | 0        | 0        | Sárga lap    |                 |             |             |             | Gól             |                 |             |              |                 |
| Gulácsi    | 0        | 2        | 0        | 0        | 1        |              |                 | Sárga lap   |             | Sárga lap   | X               |                 |             |              |                 |
| Kalmár     | 1        | 1        | 0        | 0        | 0        |              |                 |             |             |             | X               |                 |             |              | Gól · Sárga lap |
| Lang       | 0        | 1        | 0        | 0        | 0        |              | Sárga lap       |             |             |             |                 |                 |             |              |                 |
| Nagy Á.    | 0        | 1        | 0        | 0        | 0        |              | Sárga lap       |             |             |             |                 |                 |             |              |                 |
| Nagy Zs.   | 2        | 2        | 0        | 0        | 0        |              |                 |             |             | Gól         | Gól · Sárga lap |                 |             | Sárga lap    |                 |
| Németh A.  | 1        | 0        | 0        | 0        | 0        |              |                 |             |             |             |                 |                 |             | Gól          |                 |
| Sallai     | 4        | 2        | 0        | 0        | 0        |              | Gól · Sárga lap |             |             | Sárga lap   | Gól · Gól       |                 |             |              | Gól             |
| Schäfer    | 0        | 3        | 0        | 0        | 1        | Sárga lap    |                 | Sárga lap   | Sárga lap   | X           |                 |                 |             |              |                 |
| Styles     | 0        | 1        | 0        | 0        | 0        |              |                 |             |             |             |                 |                 |             | Sárga lap    |                 |
| Szalai A.  | 1        | 0        | 0        | 0        | 0        |              |                 |             |             |             |                 |                 |             | Gól          |                 |
| Szalai Á.  | 1        | 2        | 0        | 0        | 0        |              |                 |             |             |             |                 | Gól · Sárga lap | Sárga lap   |              |                 |
| Szoboszlai | 1        | 0        | 0        | 0        | 0        |              |                 | Gól         |             |             |                 |                 |             |              |                 |
| öngól      | 1        | —        | —        | —        | —        |              |                 |             | öngól       |             |                 |                 |             |              |                 |
| Összesen   | 13       | 21       | 0        | 0        | 2        |              |                 |             |             |             |                 |                 |             |              |                 |

Jelmagyarázat:  = szerzett gólok;  = sárga lapos figyelmeztetés;  = egy mérkőzésen 2 sárga lap utáni azonnali kiállítás;  = piros lapos figyelmeztetés, azonnali kiállítás; X = eltiltás; KM = eltiltás miatt kihagyott mérkőzések száma